# Myoporum rimatarense
Myoporum rimatarense är en flenörtsväxtart som beskrevs av Forest Brown. Myoporum rimatarense ingår i släktet Myoporum och familjen flenörtsväxter. Inga underarter finns listade i Catalogue of Life.